# 쿠부치 사막
쿠부치 사막 (중국어 간체자: 库布齐沙漠, 정체자: 庫布齊沙漠, 병음: Kùbùqí Shāmò 쿠부치 샤모우[*])는 내몽골 자치구의 사막으로, 중국에서 7번째로 큰 사막이자 오르도스 사막에 속한다. 이 사막의 면적은 18,600 제곱킬로미터이다. 200여 년 전에 초원으로 추정되나 사람들의 무분별한 방목으로 인해 사막화되었다.
1988년 엘리온 그룹과 베이징 정부가 이 사막을 복원하기로 결정하였고, 이들의 노력 끝에, 녹지 3분의 1이 복구되었다.